# Luigi di Borbone (1438-1482)
Luigi di Borbone (1438 – Liegi, 30 agosto 1482) è stato un vescovo di Liegi.

## Biografia
Era figlio del duca Carlo I di Borbone e di Agnese di Borgogna.
Venne allevato dal duca Filippo III di Borgogna che lo sostenne per dieci anni negli studi presso l'Università di Lovanio.
A diciotto anni ricevette per volere di papa Callisto III il Principato vescovile di Liegi, territorio conteso tra il Regno di Francia e il Ducato di Borgogna.
Ebbe quattro figli illegittimi da Katharina von Egmont:
- Pietro (1464-1527), Barone di Busset;
- Luigi (1465-1500);
- Giacomo (1466-1537), Gran Priore dei Gesuiti di Francia.

Nel 1469 Luigi venne deposto dagli abitanti di Liegi, alleati di Luigi XI di Francia. Filippo III allora prese le armi e ottenne la vittoria il 20 ottobre 1465 a Montenaken. Il trattato di pace con la città di Liegi venne firmata la pace che prevedeva il riconoscimento della sovranità della Francia sul vescovato e il ritorno di Luigi al suo ruolo di principe-vescovo, avvenuta il 19 settembre 1465.
Le forze borgognone però non si arresero e su ordine di Carlo I di Borgogna riuscirono il 28 ottobre 1467 a sconfiggere Liegi e i francesi.
Il 20 agosto 1468 si riunirono a Bruxelles un emissario di papa Paolo II, Carlo il Temerario e Luigi di Borbone, che ottenne di rimanere a Liegi.
Dopo una ribellione della popolazione di Liegi, la città fu completamente distrutta il 30 ottobre 1468 dalle truppe di Luigi XI e Carlo il Temerario, ora riconciliati.
Nel 1477 la pace di Saint-Jacques stabilì la neutralità del vescovato.
Luigi venne assassinato nel 1482 da William de La Marck: la sua morte viene narrata nel romanzo di Sir Walter Scott Quentin Durward del 1823.

## Altri progetti

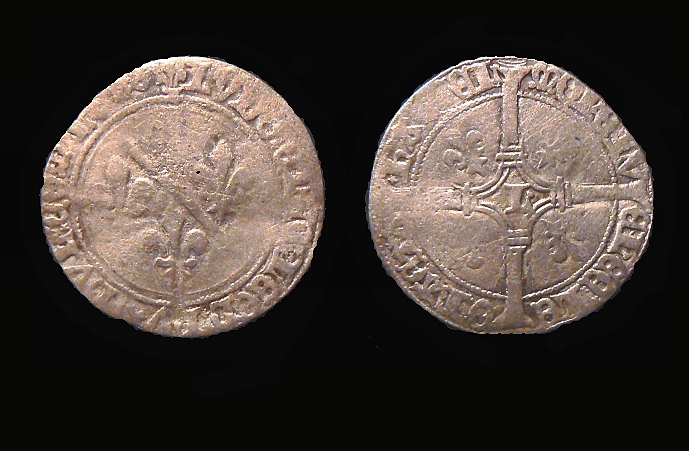
Moneta di Liegi coniata durante il vescovato di Luigi di Borbone

## Ascendenza
|                       |                        |                              | Genitori                      |  |  | Nonni |  |  | Bisnonni            |  |  | Trisnonni           |  |
|                       |                        |                              |                               |  |  |       |  |  | Luigi II di Borbone |  |  | Pietro I di Borbone |  |
|                       |                        |                              |                               |  |  |       |  |  | Luigi II di Borbone |  |  | Pietro I di Borbone |  |
|                       |                        | Isabella di Valois           |                               |  |  |       |  |  | Luigi II di Borbone |  |  |                     |  |
| Giovanni I di Borbone |                        |                              |                               |  |  |       |  |  | Luigi II di Borbone |  |  |                     |  |
|                       |                        | Anna di Forez                | Beraldo II delfino d'Alvernia |  |  |       |  |  |                     |  |  |                     |  |
|                       |                        | Anna di Forez                | Beraldo II delfino d'Alvernia |  |  |       |  |  |                     |  |  |                     |  |
|                       |                        | Anna di Forez                | Giovanna di Forez             |  |  |       |  |  |                     |  |  |                     |  |
| Carlo I di Borbone    |                        | Anna di Forez                |                               |  |  |       |  |  |                     |  |  |                     |  |
|                       |                        | Giovanni di Valois           | Giovanni II di Francia        |  |  |       |  |  |                     |  |  |                     |  |
|                       |                        | Giovanni di Valois           | Giovanni II di Francia        |  |  |       |  |  |                     |  |  |                     |  |
|                       |                        | Giovanni di Valois           | Bona di Lussemburgo           |  |  |       |  |  |                     |  |  |                     |  |
| Maria di Berry        |                        | Giovanni di Valois           |                               |  |  |       |  |  |                     |  |  |                     |  |
|                       |                        | Giovanna d'Armagnac          | Giovanni I d'Armagnac         |  |  |       |  |  |                     |  |  |                     |  |
|                       |                        | Giovanna d'Armagnac          | Giovanni I d'Armagnac         |  |  |       |  |  |                     |  |  |                     |  |
|                       |                        | Giovanna d'Armagnac          | Beatrice di Clermont          |  |  |       |  |  |                     |  |  |                     |  |
| Luigi di Borbone      |                        | Giovanna d'Armagnac          |                               |  |  |       |  |  |                     |  |  |                     |  |
|                       | Filippo II di Borgogna | Giovanni II di Francia       |                               |  |  |       |  |  |                     |  |  |                     |  |
|                       | Filippo II di Borgogna | Giovanni II di Francia       |                               |  |  |       |  |  |                     |  |  |                     |  |
|                       | Filippo II di Borgogna | Bona di Lussemburgo          |                               |  |  |       |  |  |                     |  |  |                     |  |
| Giovanni di Borgogna  | Filippo II di Borgogna |                              |                               |  |  |       |  |  |                     |  |  |                     |  |
|                       |                        | Margherita III delle Fiandre | Luigi II di Fiandra           |  |  |       |  |  |                     |  |  |                     |  |
|                       |                        | Margherita III delle Fiandre | Luigi II di Fiandra           |  |  |       |  |  |                     |  |  |                     |  |
|                       |                        | Margherita III delle Fiandre | Margherita di Brabante        |  |  |       |  |  |                     |  |  |                     |  |
| Agnese di Borgogna    |                        | Margherita III delle Fiandre |                               |  |  |       |  |  |                     |  |  |                     |  |
|                       |                        | Alberto I di Baviera         | Ludovico il Bavaro            |  |  |       |  |  |                     |  |  |                     |  |
|                       |                        | Alberto I di Baviera         | Ludovico il Bavaro            |  |  |       |  |  |                     |  |  |                     |  |
|                       |                        | Alberto I di Baviera         | Margherita II di Hainaut      |  |  |       |  |  |                     |  |  |                     |  |
| Margherita di Baviera |                        | Alberto I di Baviera         |                               |  |  |       |  |  |                     |  |  |                     |  |
|                       |                        | Margherita di Brieg          | Ludovico I il Giusto          |  |  |       |  |  |                     |  |  |                     |  |
|                       |                        | Margherita di Brieg          | Ludovico I il Giusto          |  |  |       |  |  |                     |  |  |                     |  |
|                       |                        | Margherita di Brieg          | Agnes di Głogów               |  |  |       |  |  |                     |  |  |                     |  |
|                       |                        | Margherita di Brieg          |                               |  |  |       |  |  |                     |  |  |                     |  |